# Australomimetus miniatus
Australomimetus miniatus är en spindelart som beskrevs av Stefan Heimer 1986. Australomimetus miniatus ingår i släktet Australomimetus och familjen kaparspindlar.
Artens utbredningsområde är Queensland. Inga underarter finns listade.